# Rikke Marie Madsen
Rikke Marie Madsen (født 9. august 1997) er en kvindelig dansk fodboldspiller, der spiller for amerikanske North Carolina Courage i National Women's Soccer League og Danmarks kvindefodboldlandshold.

## Karriere

### Klubhold
Madsen kom til VSK Aarhus i 2018, hvor hun i sin debutsæson spillede i 18 ligakampe og scorede seks gange. Med klubben vandt hun bronze i 3F Ligaen, hvorefter hun den 26. juni 2019 annoncerede sit skifte til den norske danskerklub Vålerenga.
I hendes første sæson i klubben blev hun ikke benyttet i Vålerengas missede kvalifikationskampe til UEFA Women's Champions League 2020-21, men det lykkedes alligevel at vinde den norske Toppserien i 2020. I hendes anden CL-sæson, 2021/22, scorede hun to gange i det samlede 3–6 nederlag over to kampe til svenske BK Häcken i anden kvalifikationsrunde. Efter to et halvt år i Norge meddelte hun i december 2021 at hun forlod klubben. I januar 2022 skiftede hun så til den spanske topklub Madrid CFF i Primera División. Efter blot en sæson skiftede hun til USA og North Carolina Courage, på en kontrakt frem til slutningen 2023

### Landshold
I april 2013 optrådte hun for første gang for det danske U/16-landshold i to venskabskampe mod Tyskland, hvor hun scorede to mål i hver kamp. I juli 2013 deltog hun også ved den lille træningsturnering for ungdomslandshold Nordic Cup. Hun var desuden også med i august 2013, i to kampe til kvalifikationen for U/17-EM 2014 i England, som landhsoldet dog senere ikke kvalificerede sig til. Efterfølgende nåede hun også at repræsentere U/19-landsholdet 14 gange.
Den 9. november 2018 fik hun debut på U/23-landsholdet mod Finland, hvor hun var i startopstillingen og senere blev udskiftet efter 58 minutter. Derefter blev Madsen så for første gange udtaget af landstræner Lars Søndergaard til en venskabskamp mod Finland i Cypern, hvor hun fik sin officielle A-landsholdsdebut den 21. januar 2019. Dernæst optrådte hun flere gange i kvalifikationen til EM i England 2022 og scorede sit første landskampsmål mod Georgien i 14–0-sejren, den 12. november 2019. Derudover har hun også repræsenterede de røde og hvide farver i VM-kvalifikationen og to gange ved Algarve Cup i Portugal.
I juni 2022 blev hun også udtaget, for første gang, til den endelige trup ved EM i fodbold 2022 i England.

## Landsholdsstatistik

### Internationale mål
Danmarks scoringer og resulterer ses først.
| #  | Dato              | Lokation                    | Modstander | Scoring | Resultat | Turnering             |
| -- | ----------------- | --------------------------- | ---------- | ------- | -------- | --------------------- |
| 1. | 12. november 2019 | Energi Viborg Arena, Viborg | Georgien   | 14–0    | 14–0     | EM-kvalifikation 2021 |

## Meritter
- Toppserien:
  - Guld (1): 2020
  - Sølv (1): 2019
- Norgesmesterskapet:
  - Sølv (1): 2019